# Pollenza
Pollenza is een gemeente in de Italiaanse provincie Macerata (regio Marche) en telt 6086 inwoners (31-12-2004). De oppervlakte bedraagt 39,5 km², de bevolkingsdichtheid is 154 inwoners per km².

## Demografie
Pollenza telt ongeveer 2095 huishoudens. Het aantal inwoners steeg in de periode 1991-2001 met 4,9% volgens cijfers uit de tienjaarlijkse volkstellingen van ISTAT.
| Jaar | Inwoneraantal |
| ---- | ------------- |
| 1991 | 5550          |
| 2001 | 5823          |

## Geografie
Pollenza grenst aan de volgende gemeenten: Macerata, San Severino Marche, Tolentino, Treia.